# Puchar Świata w biegach narciarskich 2015/2016 – Oslo
Ósme zawody Pucharu Świata w biegach narciarskich w sezonie 2015/2016 odbyły się w stolicy Norwegii, Oslo. Konkurencje rozegrano w dniach 6 i 7 lutego. Zawodnicy rywalizowali w biegach długich stylem klasycznym (30 km dla kobiet i 50 km dla mężczyzn).

## Program zawodów
| Dzień    | Konkurencja                  | Początek (CET) | Liczba uczestników |
| -------- | ---------------------------- | -------------- | ------------------ |
| 6 lutego | 50 km mężczyzn s. klasycznym | 12:15          | 53                 |
| 7 lutego | 30 km kobiet s. klasycznym   | 12:15          | 49                 |

## Wyniki

### 50 km mężczyzn s. klasycznym
| Pozycja | Zawodnik               | Reprezentacja | Wynik     | Strata  |
| ------- | ---------------------- | ------------- | --------- | ------- |
| złoto   | Martin Johnsrud Sundby | Norwegia      | 2:08:41,9 | –       |
| srebro  | Niklas Dyrhaug         | Norwegia      | 2:09:00,7 | +18,8   |
| brąz    | Maksim Wylegżanin      | Rosja         | 2:09:47,3 | +1:05,4 |
| 4.      | Didrik Tønseth         | Norwegia      | 2:10:18,2 | +1:36,3 |
| 5.      | Siergiej Turyszew      | Rosja         | 2:11:17,7 | +2:35,8 |
| 6.      | Petter Northug         | Norwegia      | 2:11:42,7 | +3:00,8 |
| 7.      | Francesco De Fabiani   | Włochy        | 2:11:43,5 | +3:01,6 |
| 8.      | Andriej Łarkow         | Rosja         | 2:11:43,8 | +3:01,9 |
| 9.      | Aleksandr Legkow       | Rosja         | 2:11:43,9 | +3:02,0 |
| 10.     | Sjur Røthe             | Norwegia      | 2:11:44,0 | +3:02,1 |

### 30 km kobiet s. klasycznym
| Pozycja | Zawodniczka              | Reprezentacja | Wynik     | Strata  |
| ------- | ------------------------ | ------------- | --------- | ------- |
| złoto   | Therese Johaug           | Norwegia      | 1:24:55,0 | –       |
| srebro  | Ingvild Flugstad Østberg | Norwegia      | 1:28:41,5 | +3:46,5 |
| brąz    | Anne Kyllönen            | Finlandia     | 1:29:11,0 | +4:16,0 |
| 4.      | Heidi Weng               | Norwegia      | 1:29:36,1 | +4:41,1 |
| 5.      | Laura Mononen            | Finlandia     | 1:29:38,9 | +4:43,9 |
| 6.      | Charlotte Kalla          | Szwecja       | 1:29:40,9 | +4:45,9 |
| 7.      | Krista Pärmäkoski        | Finlandia     | 1:29:46,8 | +4:51,8 |
| 8.      | Ragnhild Haga            | Norwegia      | 1:29:49,6 | +4:54,6 |
| 9.      | Masako Ishida            | Japonia       | 1:29:50,2 | +4:55,2 |
| 10.     | Justyna Kowalczyk        | Polska        | 1:30:01,9 | +5:06,9 |